# Gluck-Gesamtausgabe
Die Gluck-Gesamtausgabe ist eine wissenschaftlich-kritische Ausgabe sämtlicher Werke des Komponisten Christoph Willibald Gluck, die im Bärenreiter-Verlag erscheint. Seit 1951 sind 44 Bände erschienen.

## Inhalt
Geplant sind 59 Bände, davon 52 Notenbände (in der Regel mit Kritischem Bericht), 3 separate Kritische Berichte und 4 Supplementbände. Die Ausgabe ist wie folgt gegliedert:
- Abteilung I: Musikdramen
- Abteilung II: Tanzdramen
- Abteilung III: Italienische Opere serie und Opernserenaden
- Abteilung IV: Französische Komische Opern
- Abteilung V: Instrumentalmusik
- Abteilung VI: Vokalmusik
- Abteilung VII: Supplement

## Träger und Finanzierung
Träger der Ausgabe ist die Akademie der Wissenschaften und der Literatur in Mainz. Gefördert werden die Arbeiten durch die Union der deutschen Akademien der Wissenschaften im Akademienprogramm, vertreten durch die Akademie der Wissenschaften und der Literatur in Mainz, aus Mitteln des Bundesministeriums für Bildung und Forschung in Bonn, des Rheinland-Pfälzischen Ministeriums für Bildung, Wissenschaft, Weiterbildung und Kultur in Mainz, des Hessischen Ministeriums für Wissenschaft und Kunst in Wiesbaden sowie des Österreichischen Bundesministeriums für Wissenschaft und Forschung in Wien.